# Platyptilia thyellopa
Platyptilia thyellopa là một loài bướm đêm thuộc họ Pterophoridae. Loài này có ở Bolivia, Colombia và Ecuador.
Sải cánh dài 22–28 mm. Con trưởng thành bay từ tháng 10 đến tháng 2.